# António de Castro (Bischof)
António de Castro (* 15. Januar 1707 in Vila de Rei, Portugal; † 9. August 1743 in Lifau, Portugiesisch-Timor) war ein portugiesischer römisch-katholischer Bischof von Malakka.

## Werdegang
Am 19. Mai 1731 wurde Castro zum Priester geweiht. Am 21. Juli 1738 wurde er zum Bischof von Malakka (im heutigen Malaysia) gewählt, die Bestätigung erfolgte am 3. September und die Bischofsweihe schließlich am 5. Oktober 1738. Wie sein 1733 verstorbener direkter Amtsvorgänger Manuel de Santo António wählte Castro 1739 als Amtssitz den Ort Lifau im Westen der Insel Timor (heute Teil des Staates Osttimor). Malakka war bereits 1641 von den protestantischen Niederländern erobert worden, weswegen die Bischöfe nur im Exil wirken konnten. In Lifau wurde 1742 das erste Priesterseminar der Insel eröffnet. Zwei Priester aus Goa kümmerten sich um die Ausbildung der Schüler. Castro hatte 1741 in einem Brief an den Staatssekretär für Marine und Übersee, in dem er von seiner Reise von Goa nach Timor schrieb, von der Notwendigkeit eines Seminars berichtet. Im selben Jahr beklagte sich Castro in einen Brief an den Vizekönig von Indien, dass die Unfähigkeit ihre Kolonie auf Timor in den Griff zu bekommen, in den Augen der Niederländer und Timoresen die Schwäche der Portugiesen offenbare. De facto herrschten hier die Topasse, wenn sie auch formal unter portugiesischer Hoheit standen.
António de Castro starb im Alter von 36 Jahren aufgrund des Klimas. Seine sterblichen Überreste wurden in Lifau beigesetzt.